# Земляной пол

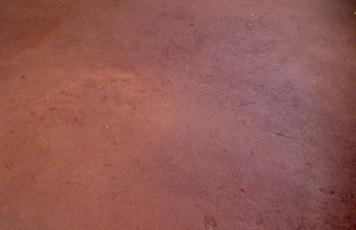
Земляной пол

Земляной пол (грунтовый, глинобитный пол) — пол, сделанный из почвы, сырой земли или других необработанных грунтовых материалов. В наше время его обычно строят из смеси песка, мелко нарезанной соломы и глины, перемешивают до густой консистенции и наносят шпателем на несущую поверхность. После высыхания его могут пропитывать несколькими слоями олифы.

## Преимущества
- Один из самых дешевых полов.
- Экологичный.
- Разнообразие цветов, фактур и материалов
- Может быть установлен почти на любой черновой пол.
- Хорошо интегрируется с трубками тёплого пола.

## Недостатки
- Пачкается.
- Не стоек к воде.
- Насекомые, паразиты, грызуны.

## История
Земляные полы преобладали в большинстве домов до середины XIV века в Европе и сохраняются поныне во многих частях мира. В средние века почти все крестьянские жилища имели земляные полы, обычно из утрамбованной земли, покрытые тонким слоем соломы для тепла и удобства.
В Китае большинство коттеджей и небольших домов также имели земляные полы, сделанные из утрамбованной земли и засыпанные сырым льняным семенем.
Земляные полы использовались в Древней Греции и во многих других странах в античные времена.
В качестве гумна использовались земляные полы вместе с каменными, иногда деревянными покрытиями.

## Строительство
В наше время большинство земляных полов часто укладывают поверх чернового пола из утрамбованного гравия или самана, а затем смесь глины, песка и волокон смешивают и выравнивают на черновом полу. Готовый слой может иметь толщину 2-3 см; после высыхания его покрывают олифой (например, льняным маслом). Земляные полы можно укладывать поверх ранее установленных деревянных полов, но надо учитывать его вес.

## Отделка
Олифа, такая как льняное масло, обычно используется для герметизации пола и защиты его от износа. Для увеличения долговечности и блеска можно использовать финишный слой воскового герметика (перилловое масло или воск для пола).